# Gare d'Ezemaal
La gare d'Ezemaal (en néerlandais : station Ezemaal) est une gare ferroviaire belge de la ligne 36, de Bruxelles-Nord à Liège-Guillemins, située à Ezemaal, section de la ville de Landen dans la province du Brabant flamand en Région flamande.
C'est une halte voyageurs de la Société nationale des chemins de fer belges (SNCB), desservie par des trains Omnibus (L) et Suburbains (S9, S19).

## Situation ferroviaire
Établie à 61 mètres d'altitude, la gare d'Ezemaal est située au point kilométrique (PK) 53,360 de la ligne 36, de Bruxelles-Nord à Liège-Guillemins, entre les gares de Tirlemont et de Neerwinden.

## Histoire
En 1908, la gare est desservie par la ligne du chemin de fer vicinal de Jodoigne à Saint-Trond. Sur cette ligne, le service des voyageurs ferme en 1953 et celui des marchandises en 1956.

## Service des voyageurs

### Accueil
Halte SNCB, c'est un point d'arrêt non géré (PANG) à accès libre. Elle est équipée d'un automate pour l'achat de titres de transport.
Un passage souterrain permet la traversée des voies et l'accès aux quais.

### Desserte
Ezemaal est desservie par des trains Omnibus (L) et Suburbains (S9, S19) qui effectuent des missions sur la commerciale ligne 36 (Bruxelles - Louvain - Landen - Liège).
En semaine, Ezemaal est desservie toutes les heures par des trains L reliant Gare de Louvain et Landen ainsi que des trains S9 de Landen à Nivelles (via Evere, Bruxelles-Schuman et Etterbeek).
Les week-ends et jours fériés, la gare est desservie par des trains S19 reliant Louvain à Landen selon un parcours similaire aux S9 mais comportant moins d'arrêts à Bruxelles.

### Intermodalité
Un parc pour les vélos (gratuit) et un parking (gratuit) pour les véhicules y sont aménagés.
Un arrêt de bus dessert la gare.

## Comptage voyageurs
Ce graphique et tableau montre le nombre de voyageurs embarquant en moyenne durant la semaine, le samedi et le dimanche.
| Nombre de passagers qui embarquent à la gare d'Ezemaal | Nombre de passagers qui embarquent à la gare d'Ezemaal | Nombre de passagers qui embarquent à la gare d'Ezemaal | Nombre de passagers qui embarquent à la gare d'Ezemaal |
|                                                        | Semaine                                                | Samedi                                                 | Dimanche                                               |
| ------------------------------------------------------ | ------------------------------------------------------ | ------------------------------------------------------ | ------------------------------------------------------ |
| 1977                                                   | 435                                                    | 57                                                     | 29                                                     |
| 1978                                                   | 384                                                    | 52                                                     | 85                                                     |
| 1979                                                   | 327                                                    | 45                                                     | 39                                                     |
| 1980                                                   | 341                                                    | 31                                                     | 26                                                     |
| 1981                                                   | 361                                                    | 32                                                     | 30                                                     |
| 1982                                                   | 303                                                    | 34                                                     | 30                                                     |
| 1983                                                   | 353                                                    | 53                                                     | 38                                                     |
| 1984                                                   | 240                                                    | 39                                                     | 36                                                     |
| 1985                                                   | 233                                                    | 47                                                     | 45                                                     |
| 1986                                                   | 235                                                    | 43                                                     | 20                                                     |
| 1987                                                   | 185                                                    | 39                                                     | 39                                                     |
| 1988                                                   | 245                                                    | 40                                                     | 35                                                     |
| 1989                                                   | 244                                                    | 44                                                     | 23                                                     |
| 1990                                                   | 147                                                    | 39                                                     | 24                                                     |
| 1991                                                   | 124                                                    | 36                                                     | 19                                                     |
| 1992                                                   | 153                                                    | 38                                                     | 21                                                     |
| 1993                                                   | 137                                                    | 38                                                     | 21                                                     |
| 1994                                                   | 168                                                    | 27                                                     | 12                                                     |
| 1995                                                   | 104                                                    | 22                                                     | 15                                                     |
| 1996                                                   | 143                                                    | 28                                                     | 22                                                     |
| 1997                                                   | 119                                                    | 22                                                     | 17                                                     |
| 1998                                                   | 107                                                    | 19                                                     | 12                                                     |
| 1999                                                   | 140                                                    | 16                                                     | 10                                                     |
| 2000                                                   | 145                                                    | 39                                                     | 26                                                     |
| 2001                                                   | 140                                                    | 18                                                     | 9                                                      |
| 2002                                                   | 144                                                    | 19                                                     | 20                                                     |
| 2003                                                   | 157                                                    | 23                                                     | 18                                                     |
| 2004                                                   | 142                                                    | 14                                                     | 12                                                     |
| 2005                                                   | 142                                                    | 26                                                     | 10                                                     |
| 2006                                                   | 146                                                    | 18                                                     | 19                                                     |
| 2007                                                   | 164                                                    | 22                                                     | 18                                                     |
| 2008                                                   | -                                                      | -                                                      | -                                                      |
| 2009                                                   | 170                                                    | 32                                                     | 17                                                     |
| 2010                                                   | -                                                      | -                                                      | -                                                      |
| 2011                                                   | -                                                      | -                                                      | -                                                      |
| 2012                                                   | 186                                                    | 21                                                     | 17                                                     |
| 2013                                                   | 201                                                    | 27                                                     | 23                                                     |
| 2014                                                   | 221                                                    | 26                                                     | 25                                                     |
| 2015                                                   | 204                                                    | 22                                                     | 40                                                     |
| 2016                                                   | 193                                                    | 41                                                     | 23                                                     |
| 2017                                                   | 223                                                    | 33                                                     | 34                                                     |
| 2018                                                   | 216                                                    | 93                                                     | 90                                                     |
| 2019                                                   | 233                                                    | 114                                                    | 81                                                     |
| 2020                                                   | 122                                                    | 121                                                    | 96                                                     |
| 2021                                                   | -                                                      | -                                                      | -                                                      |
| 2022                                                   | 236                                                    | 91                                                     | 48                                                     |
| 2023                                                   | 247                                                    | 80                                                     | 72                                                     |
| 2024                                                   | 271                                                    | 56                                                     | 57                                                     |

## Galerie de photographies

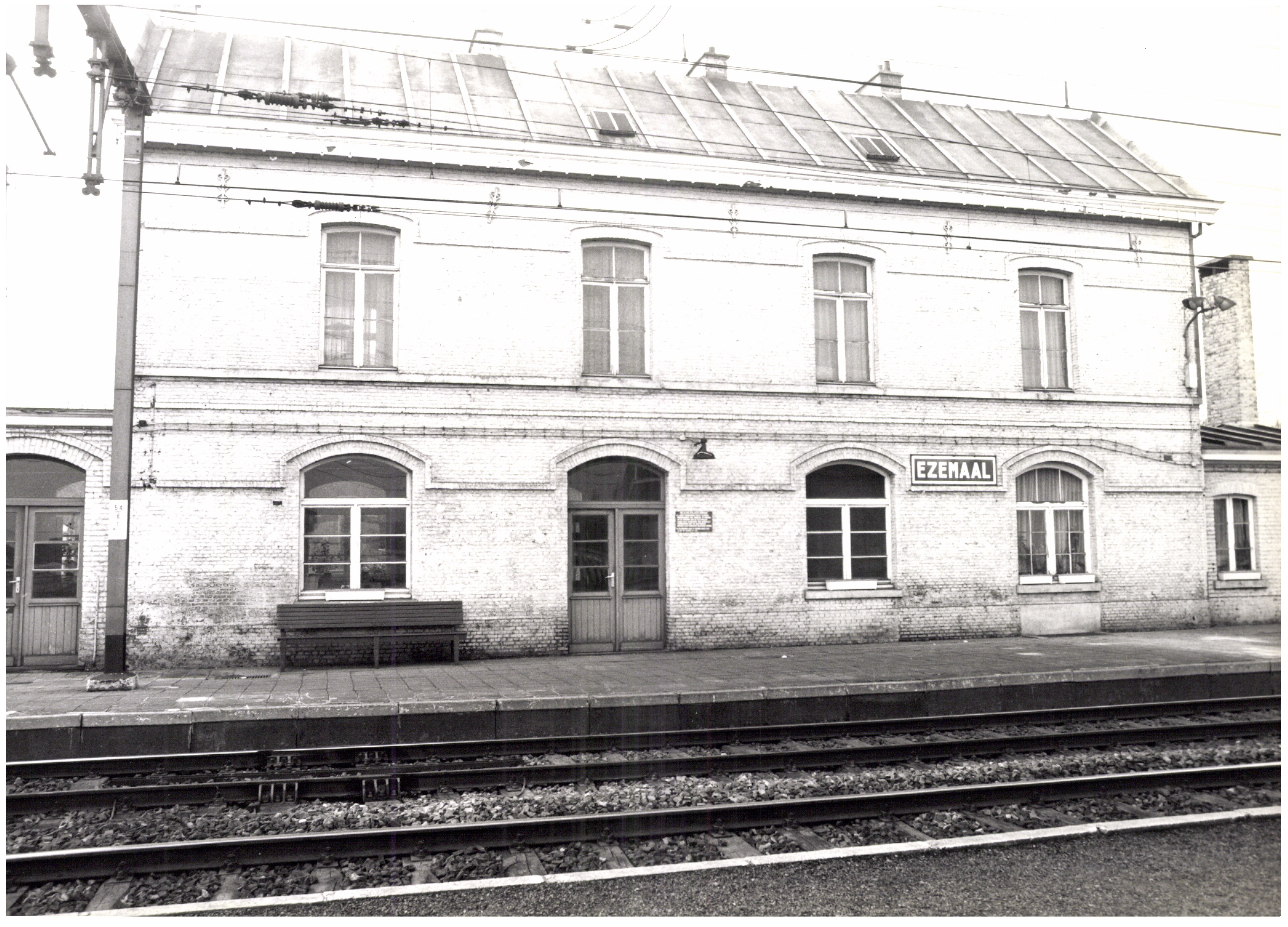
Ancien bâtiment de la gare côté voies…
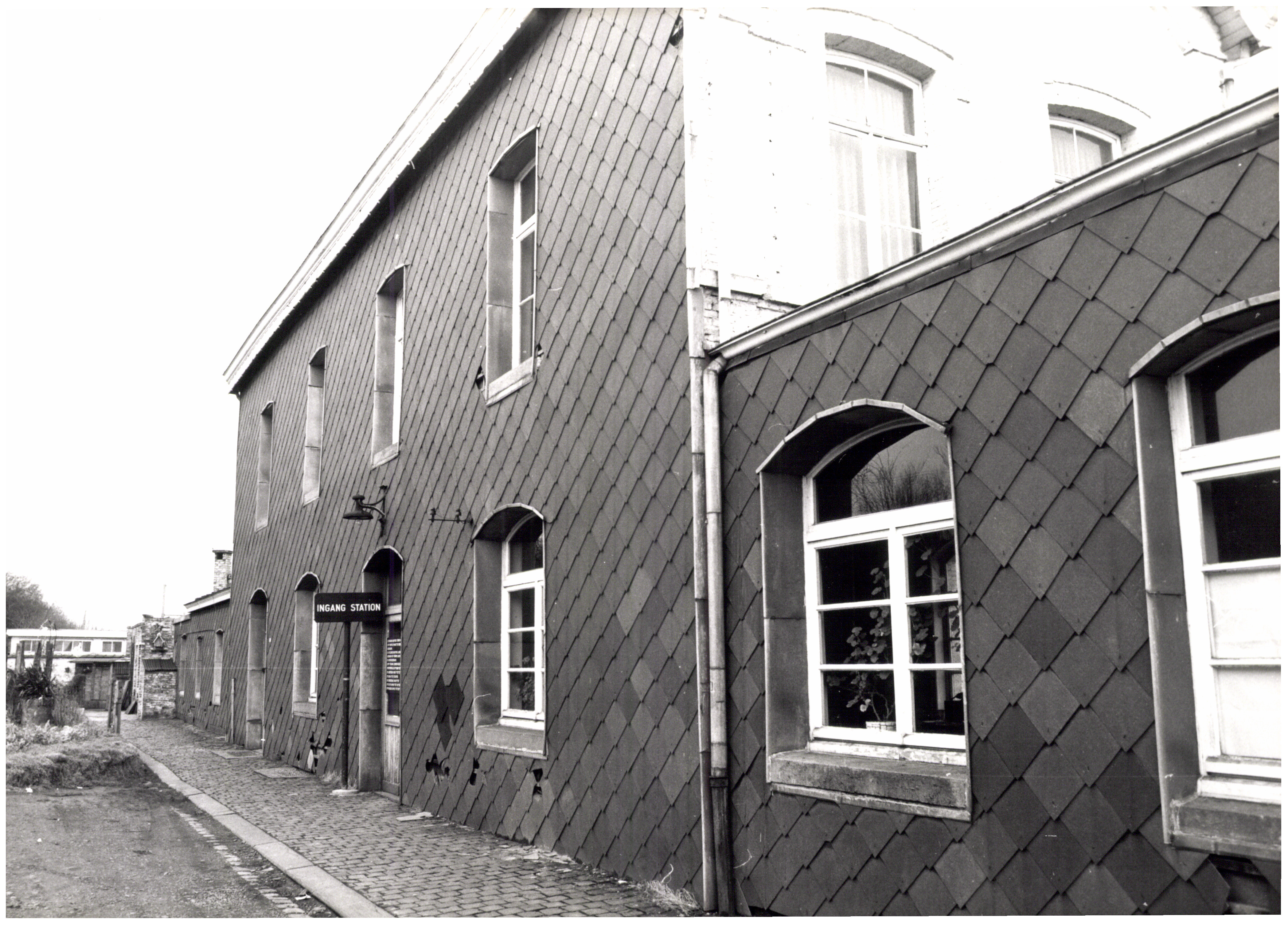
et côté rue.
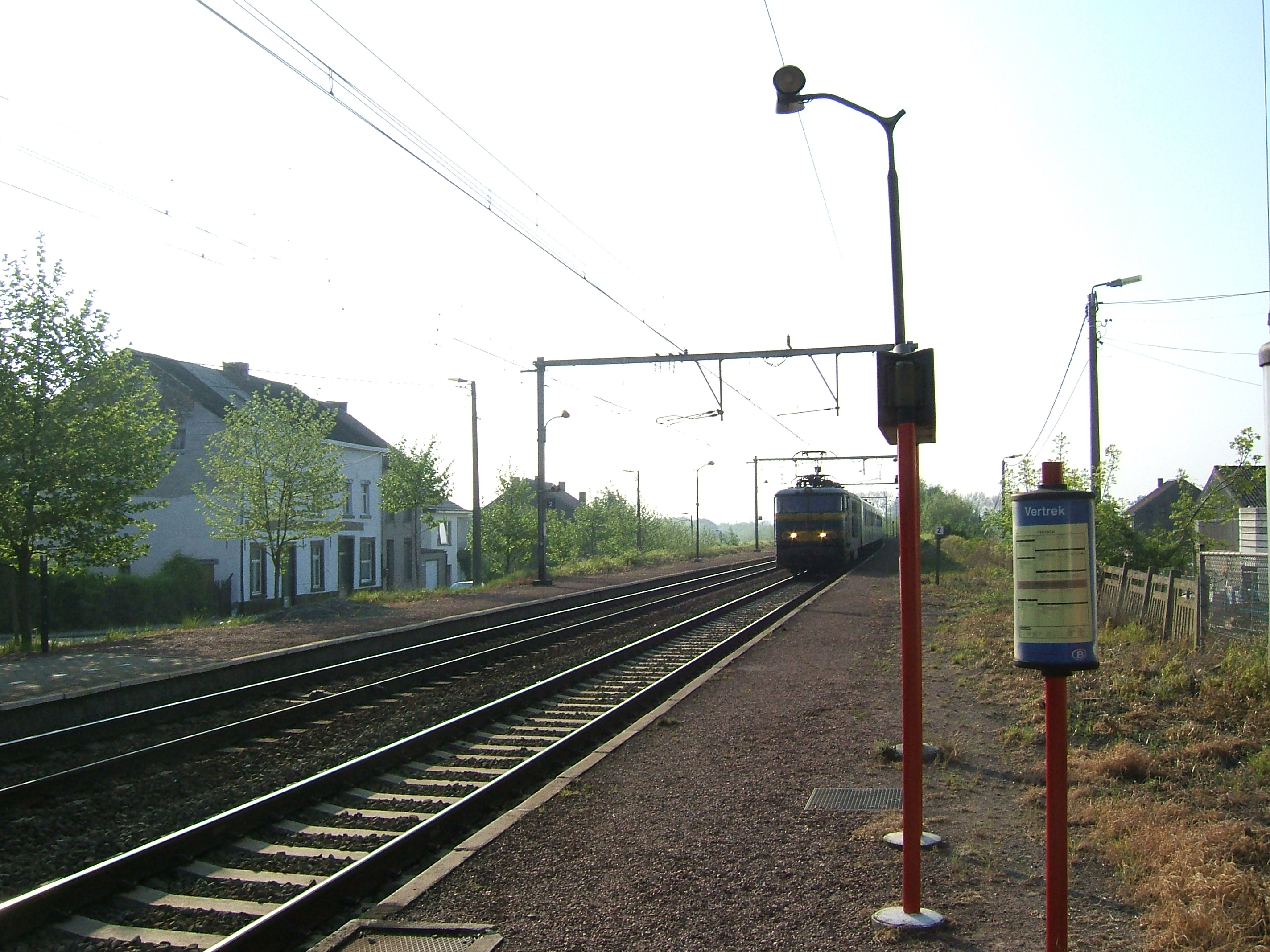
Train et quais en 2007.
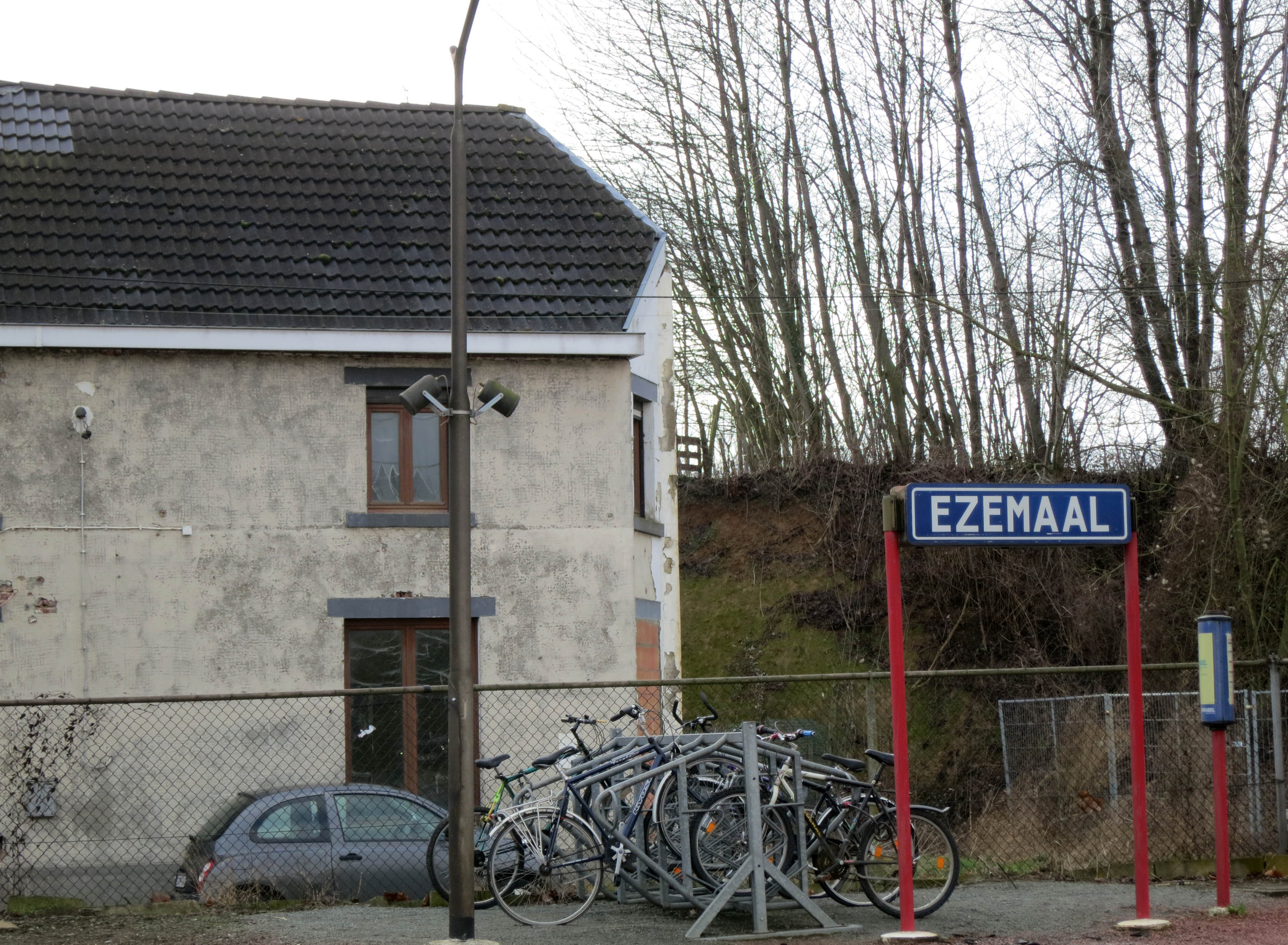
Quai et vélos.